# رشته‌کوه تیرختیاخ
رشته‌کوه تیرختیاخ (روسی: Тирехтяхский хребет) یک رشته‌کوه در استان یاقوتستان کشور روسیه است.